# Melaleuca lateritia
Melaleuca lateritia är en myrtenväxtart som beskrevs av Albert Gottfried Dietrich. Melaleuca lateritia ingår i släktet Melaleuca och familjen myrtenväxter. Inga underarter finns listade i Catalogue of Life.